# Площа Європейська
Площа Європейська — площа у місті Біла Церква, розташована на перехресті Олександрійського бульвару та вулиці Олеся Гончара.

## Галерея

Пам'ятник Запорожцю — центральний елемент площі. Демонтований у 2022 році